# Callimetopus variolosus
Callimetopus variolosus là một loài bọ cánh cứng trong họ Cerambycidae.